# Партеній Лампсакський
Партеній (грец. «незайманий», «непорочний»; помер 360 р.) — ранньо-християнський святий, священик і чудотворець, єпископ міста Лампсак у Малій Азії, патрон Жовкви.

## Життєпис
Народився у IV столітті в місті Мелітополь, у Малій Азії. Був сином диякона. За переказами, у юному віці Партеній був наділений даром чудотворення та зцілення хворих. Спершу був висвячений на священника, пізніше став єпископом міста Лампсака.
Своєю проповідницькою діяльністю та чудесами навернув багатьох поган до християнства. Серед чудес, які приписують Партенію, найвідомішим є воскресіння молодого чоловіка, якого під час будівництва церкви переїхав віз із кам'яними плитами.
Помер близько 360 року. Його мощі зберігалися в Лампсаку, де біля них, за переказами, відбувалися зцілення хворих.

## Інша версія життєпису
За іншою версією, Партеній прийняв мученицьку смерть у 250 році за часів імператора Деція. Згідно з цією версією, Партеній походив з Вірменії і обіймав високу посаду в Римі (примікірій — головний нотаріус), проте був страчений разом зі своїм братом Кальогерієм за відмову зректися християнства.
За переказами, братів намагалися спалити, але вогонь не торкався їхніх тіл, після чого їх було вбито ударами палаючої головні по голові.

## Шанування
Пам'ять святого в православній церкві вшановується 7 лютого за новим стилем.
Мощі святого Партенія у 1665 році були перевезені з Риму до Відня за вказівкою папи Олександра VII. У 1784 мощі були перенесені до Жовкви (тоді — Австро-Угорська Імперія, нині Львівська область, Україна), де зберігаються в церкві Пресвятого Серця Христового при монастирі оо. Василіян. Місцеві жителі вважають святого Партенія духовним покровителем міста Жовква.

## Покровительство
Святого Партенія вважають опікуном та заступником:
- опікун невинності, великий заступник молоді
- заступник для немічних, знедолених та убогих
- надійний і невідмовний заступник перед Богом
- заступник у найнебезпечніших обставинах життя, охоронець від наглої і несподіваної смерті
- покровитель Жовкви, заступник України, охоронець храмів Господніх
- помічний дорадник у сумнівах
- великий помічник і чудотворець в останній хвилині життя